# روي ماسترز
روي ماسترز (بالإنجليزية: Roy Masters)‏ هو صحفي أسترالي، ولد في 15 أكتوبر 1941.